# لیسوو ماوه
لیسوو ماوه (به لاتین: Lisewo Małe) یک روستا در لهستان است که در گمینا گوزدووو واقع شده‌است.